# Fontanilles
Fontanilles är en kommun i Spanien.   Den ligger i provinsen Província de Girona och regionen Katalonien, i den östra delen av landet, 600 km öster om huvudstaden Madrid. Antalet invånare är 156. Arean är 9,3 kvadratkilometer. Fontanilles gränsar till Pals, Torroella de Montgrí, Palau-sator, Ullastret, Serra de Daró, La Tallada d'Empordà, Ullà och Gualta. 
Terrängen i Fontanilles är platt.